# Traité de Zboriv
Le traité de Zboriv, du 17 août 1649, est signé à Zboriv entre la république des Deux Nations, sous le règne de Jean II Casimir Vasa, et les Cosaques dirigés par Bogdan Khmelnitski, à la suite des difficultés des Polonais face à un soulèvement commencé en 1648. 
Le traité de Zboriv est à l'origine du système de l'Hetmanat cosaque, qui va durer jusqu'en 1764.

## Contexte
Ce traité est signé après la bataille de Zboriv (en) durant laquelle l'armée du royaume de Pologne (« la Couronne »), de près de 25 000 hommes dirigés par le roi Jean Casimir lui-même, affrontent une force combinée de Cosaques d'Ukraine (alors partie de la République des Deux Nations) et de Tatars de Crimée, dirigée par Bohdan Khmelnytsky et le khan Islam III Giray, d'environ 80 000 hommes.

## Contenu du traité
Selon l'accord conclu, 
- le nombre de « Cosaques enregistrés » peut augmenter de 40 000 ;
- l'armée polonaise n'a plus le droit de stationner sur les territoires de la voïvodie de Kiev, de la voïvodie de Bratslav et de la voïvodie de Tchernihiv ;
- les Juifs sont bannis des mêmes territoires ;
- le chef (hetman) de l'armée zaporogue ne peut être qu'un Cosaque ; c'est le fondement de l'institution de l'hetmanat cosaque (Bohdan Khmelnytsky est le à détenir la fonction d'hetman cosaque) ;
- des privilèges sont accordés à l'Église orthodoxe[2].

Par ailleurs, une grosse indemnité est payée au khanat de Crimée.

## Suites
Le traité est ratifié par la Diète de Pologne durant la session de novembre 1649 à janvier 1650.
Les hostilités reprennent cependant très vite du fait que les évêques catholiques refusent de reconnaître certaines dispositions du traité, comme l'admission au Sénat du métropolite (orthodoxe) de Kiev (Sylvestre Kossiv).
Les succès de l'armée polonaise amènent Khmelnytsky à se rapprocher de la Russie, alors gouvernée par le tsar Alexis Ier (traité de Pereïaslav, 1654).